# Basam Mtiri
Basam Mtiri (6 de julio de 1993) es un deportista tunecino que compite en judo. Ganó una medalla de bronce en el Campeonato Africano de Judo de 2016 en la categoría de –66 kg.

## Palmarés internacional
| Campeonato Africano | Campeonato Africano | Campeonato Africano | Campeonato Africano |
| Año                 | Lugar               | Medalla             | Categoría           |
| ------------------- | ------------------- | ------------------- | ------------------- |
| 2016                | Túnez (Túnez)       | Medalla de bronce   | –66 kg              |